# الأنبا أغاثون
الأنبا أغاثون (دسوق 1922 - الإسماعيلية 1999)، مطران الإسماعيلية والرئيس السابق لدير الأنبا بولا بمحافظة البحر الأحمر التابع للكنيسة القبطية الأرثوذكسية في مصر.

## حياته
ولد في دسوق عام 1922، وحصل على شهادة معهد التلغراف بعد التوجيهية. ثم عمل موظفاً بالسكك الحديدية، ثم بوزارة التربية والتعليم بمحافظة كفر الشيخ.
في بداية حياته العملية الدينية خدم في مدارس الأحد بمدينة دسوق، وخدم كذلك بالقرى. ثم رسم قساً في 24 فبراير عام 1963 مع القس صرابامون السرياني. ثم رسم قمصاً في 6 أبريل عام 1965. وكان أول الرهبان الذين كانوا يعترفون للبابا شنودة الثالث -قبل أن يتولى البطريكية- بعد رسامة الأنبا أغاثون راهباً بأسبوع واحد. وظل يعترف عند البابا من عام 1958 حتى وفاته في 1999.
خدم كأميناً لدير العذراء السريان بوادي النطرون من عام 1963 حتى 1965، أشرف بعدها على دير طموه بالجيزة وأعاد تعميره من جديد بعد أن كان خرباً. وخدم كذلك باسم الكنيسة في إنجلترا وفرنسا بانتداب من البابا شنودة الثالث سنة 1971.
يعد الأنبا أغاثون أول أسقف عام رسمه البابا شنودة في الكنيسة القبطية الأرثوذكسية في 28 مايو 1972، كذلك وأول أسقف رُسِمَ في يوم عيد العنصرة، وكان أسقفاً عاماً للكرازة. وفي عام 1974؛ أسندت إليه رئاسة دير الأنبا بولا. وفي 29 مايو 1977 رسم أسقفاً للإسماعيلية، ثم مطراناً للإسماعيلية في 17 نوفمبر عام 1991.

## انجازاته
- غيّر شكل الاحتفالات بأعياد القديسين والموالد الدينية بتكليف من البابا شنودة الثالث.
- أشرف على تعمير أديرة الصعيد، ووضع لها نظاماً مالياً وإدارياً.
- عمل على تعمير دير الأنبا بولا، وفي عهد رئاسته للدير ازداد عدد الرهبان من أربعة إلى 80 راهباً حتى منتصف عام 1989، وأنشأ بيت الخلوة واستراحة كبيرة للزائرين خارج الدير.
- قام ببناء وتجديد 7 كنائس، وقام بسيامة 25 كاهناً بالإسماعيلية.
- أنشأ مستشفي دار الشفاء في حي السلام بمدينة الإسماعيلية.
- أنشأ دار أيتام وبيوتاً للطلبة والطالبات ودور حضانة بمدينة الإسماعيلية.

## وفاته
لاحَقتهُ أمراض عديدة، منها مرض الحساسية والضغط والسكر وأمراض المريء كذلك أصابته أمراض في عينه. وفي النهاية أصيب بالسرطان، وعندما تنيح -توفي- لم يكن يعرف أنه مريض بالسرطان، حيث تم إخفاء الأمر عنه. وكان يوم وفاته في عيد العنصرة الموافق 30 مايو عام 1999. ووُضِع جثمانه في مدفن بدير الأنبا بولا حسب وصيته، بعد أن صلى عليه البابا شنودة الثالث بمدينة الإسماعيلية بجانب 39 مطراناً وأسقفاً.